# بوکس حرفه‌ای

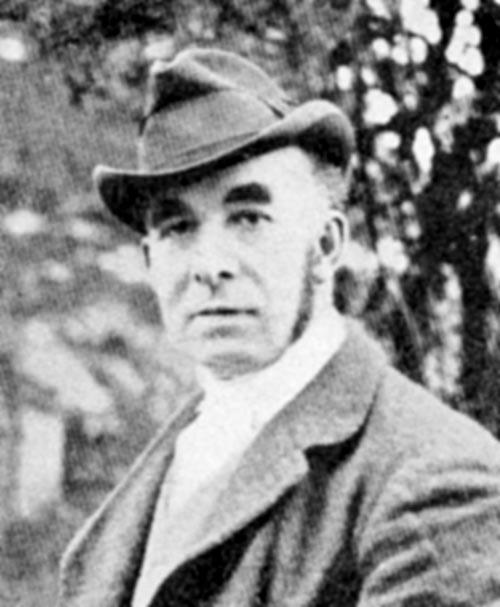
مارکیز کوئینزبری پایه‌گذار ورزش مدرن بوکس حرفه‌ای

بوکس حرفه‌ای، نوع خاصی از ورزش مشتزنی بوده؛ و طبق مقررات مربوط، از بوکس آماتور (غیر حرفه‌ای) متمایز است.

## مقررات
مقررات صدور مجوز و نیز نظارت‌های پزشکی مربوط به بوکس حرفه‌ای، از کشوری به کشور دیگر متفاوت است. مقررات نظارت پزشکی و محدودیت‌های قانونی صدور مجوز در کشورهای اروپایی به مراتب سختر از باقی کشورهای جهان است.
برای دریافت مجوز شرکت در مسابقات حرفه ای بوکس، در کشورهای اروپایی، متقاضیان باید معاینات پزشکی دقیقی را، پیش از برگزاری مسابقه، پشت سر بگذارند. این معاینات از جمله شامل یک بررسی عمومی از وضعیت جسمانی و تست اچ‌آی‌وی، هپاتیت و چند مورد دیگر می‌شود.
اسکن مغزی از شرکت کنندگان نیز حداقل، یکبار در سال و احتمالاً چند بار در طول سال در صورت نیاز، اجباری است. در هیچ نوع ورزشی مراقبتهای پزشکی، قبل، در حین و بعد از مسابقه تا به این حد شدید نیست. در همه مسابقات بوکس، هم حرفه ای و هم آماتور، حضور پزشک اجباری است. پزشک حاضر حق دارد؛ بنا به تشخیص طبی خود؛ هر لحظه، از ادامه مسابقه جلوگیری کند. در مسابقات بوکس، برای هر ۲ رقیب شرکت کننده در مسابقه، باید یک پزشک حضور داشته باشد. در هیچ نوع دیگر از مسابقات ورزشی، پوشش پزشکی دارای این تراکم نیست.

## تفاوت با بوکس آماتور
مقررات و قوانین بوکس حرفه ای در مقایسه با نسخه آماتور آن، دارای تفاوتهایی است. برای مثال در بوکس حرفه ای، برخلاف بوکس آماتور، طرفین، حق پوشیدن بالاتنه یا استفاده از حفاظ سر یا صورت ندارند. دستکش‌های بوکس حرفه‌ای ضخامت کمتری دارند و فاقد نوار سفید (شمارش امتیاز) دستکش بوکس آماتور هستند.

## داوری
مسابقات می‌توانند شامل ۴ تا ۱۲ دور باشند. هر دور مبارزه، ۳ دقیقه طول می‌کشد. در بین هر دور تا دور بعدی ،۱ دقیقه برای تجدید نفس، در نظر گرفته شده‌است. در هر مسابقه ۳ داور حضور دارند. ۲ داور در کنار رینگ بوکس و یک سرداور داخل رینگ، قضاوت می‌کنند. سر داور در هر دور مبارزه به بوکسور بهتر (۱۰) امتیاز می‌دهد. ضربات به پهلو، جلوی سر و بدن، بالاتر از کمرگاه، مجاز هستند. ضربه از پشت یا هر طریق دیگری جز مشت گره کرده مجاز نیست. در یک مسابقه تحت نظارت ۵ داور، حداقل توافق ۳ داور، برای ثبت یک ضربه، لازم است.

## سازمان‌ها
- اتحادیه جهانی بوکس
- فدراسیون بین‌المللی بوکس
- شورای جهانی بوکس